# Bazilläre Angiomatose
Bei der bazillären Angiomatose handelt es sich um eine seltene Hautkrankheit, die häufiger bei AIDS-Patienten, weniger häufig bei anderen Immundefizienten bzw. immunsupprimierten Patienten auftritt. In diesen Patienten können Bartonella quintana und Bartonella henselae (Erreger der Katzenkratzkrankheit) durch Angiogenese typische Hautveränderungen hervorrufen. Dies sind rötlich-braune Papeln oder Knötchen, die ulzerieren können oder flächige Bereiche über Knochenläsionen verursachen. Die Hautläsionen können von Fieber, Schüttelfrost und sonstigen Allgemeinsymptomen begleitet werden.
Prinzipiell können alle Organe mitbefallen sein, neben einer Osteolyse sind dies besonders häufig die Peliosis hepatis mit angiomatösen Herden in der Leber, Hepatosplenomegalie und Allgemeinsymptomatik. Weitere Komplikationen sind Neuroretinitis, aseptische Meningitis und proliferative Läsionen im Zentralnervensystem (ZNS).

## Quelle
- M. Dietel, N. Suttorp, M. Zeitz, T. R. Harrison (Hrsg.): Harrisons Innere Medizin. 16. Auflage. Abw Wissenschaftsverlag, 2005, ISBN 3-936072-29-9.
- I. Böhm u. a.: Die bazilläre Angiomatose. In: Deutsches Ärzteblatt. 1995;92, S. A1916–A1921 (online)